# Sula (île)
Pour les articles homonymes, voir Sula.
Sula  est une île de la commune de Sula, du comté de Møre og Romsdal, dans la mer de Norvège.

## Description
L'île de 59 km2 et la municipalité font partie de la région d'Ålesund entourant la ville d'Ålesund. L'île se trouve au nord du Storfjorden, au nord-est du Sulafjorden et au sud du Borgundfjorden. L'île est reliée à l'île voisine d'Oksenøya par un petit pont sur l'autoroute européenne E39. L'île est montagneuse, presque tous les habitants vivant sur les rives nord et est. La moitié sud-ouest de l'île est constituée de montagnes, la plus haute étant la montagne Vardane, haute de 776 mètres. La plupart des résidents vivent dans le centre municipal, Langevåg (en), dans le nord, et Fiskarstrand et Mauseidvåg sont d'autres grands centres de population. Il y a deux églises sur l'île : Langevåg Church (en) et Indre Sula Church (en).

## Histoire

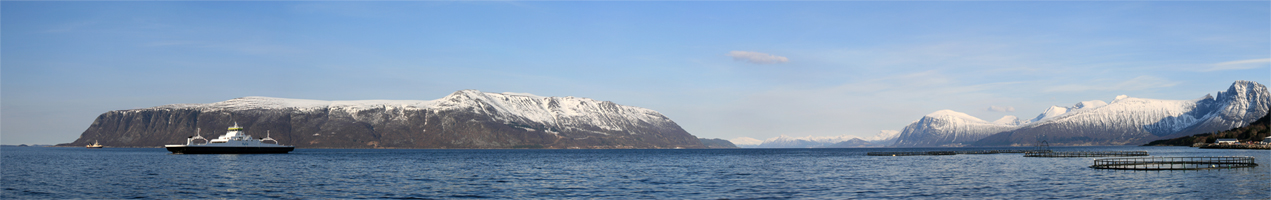
Panorama de l'île Sula

L'île de Sula était historiquement divisée entre l'ancienne municipalité de Borgund et la municipalité de Hareid, la partie sud-ouest peu peuplée de l'île appartenant à Hareid. Le 1er juillet 1958, la partie de la municipalité de Hareid sur Sula a été administrativement transférée à la municipalité de Borgund, unissant toute l'île sous un gouvernement local. Puis, le 1er janvier 1968, la municipalité de Borgund a fusionné avec la ville d'Ålesund, de sorte que l'île de Sula est devenue une partie de la nouvelle municipalité d'Ålesund. Le 1er janvier 1977, l'île de Sula et quelques petites îles environnantes ont été séparées de la municipalité d'Ålesund pour former la nouvelle municipalité de Sula.

## Galerie

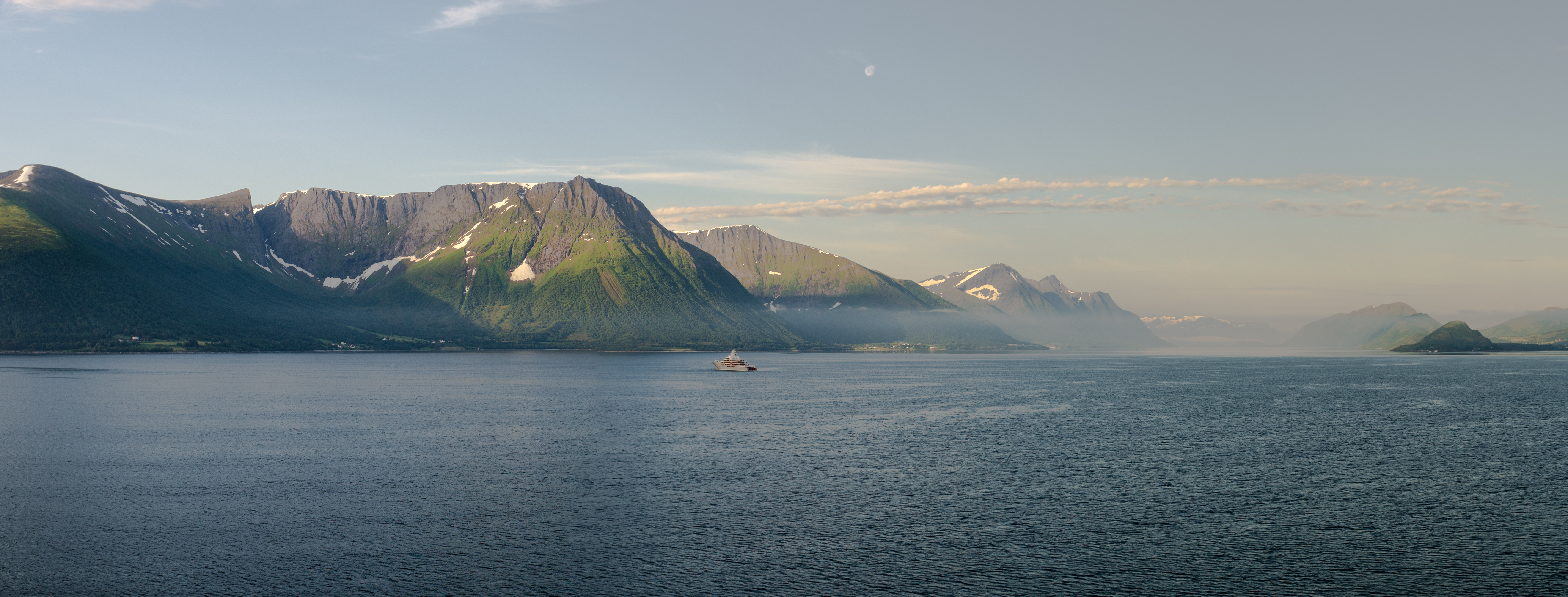
Fjord de Sula
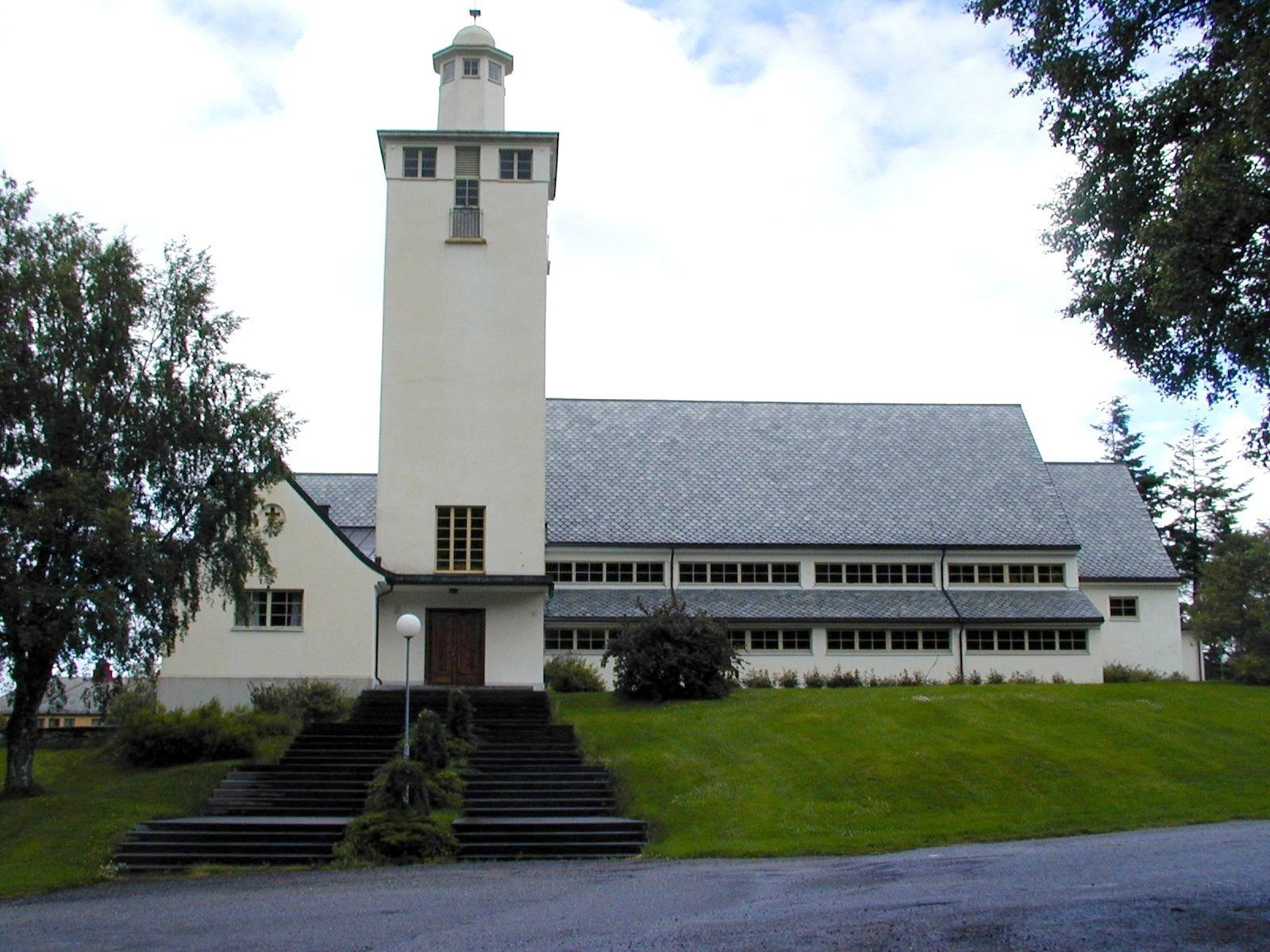
Église de Langevag
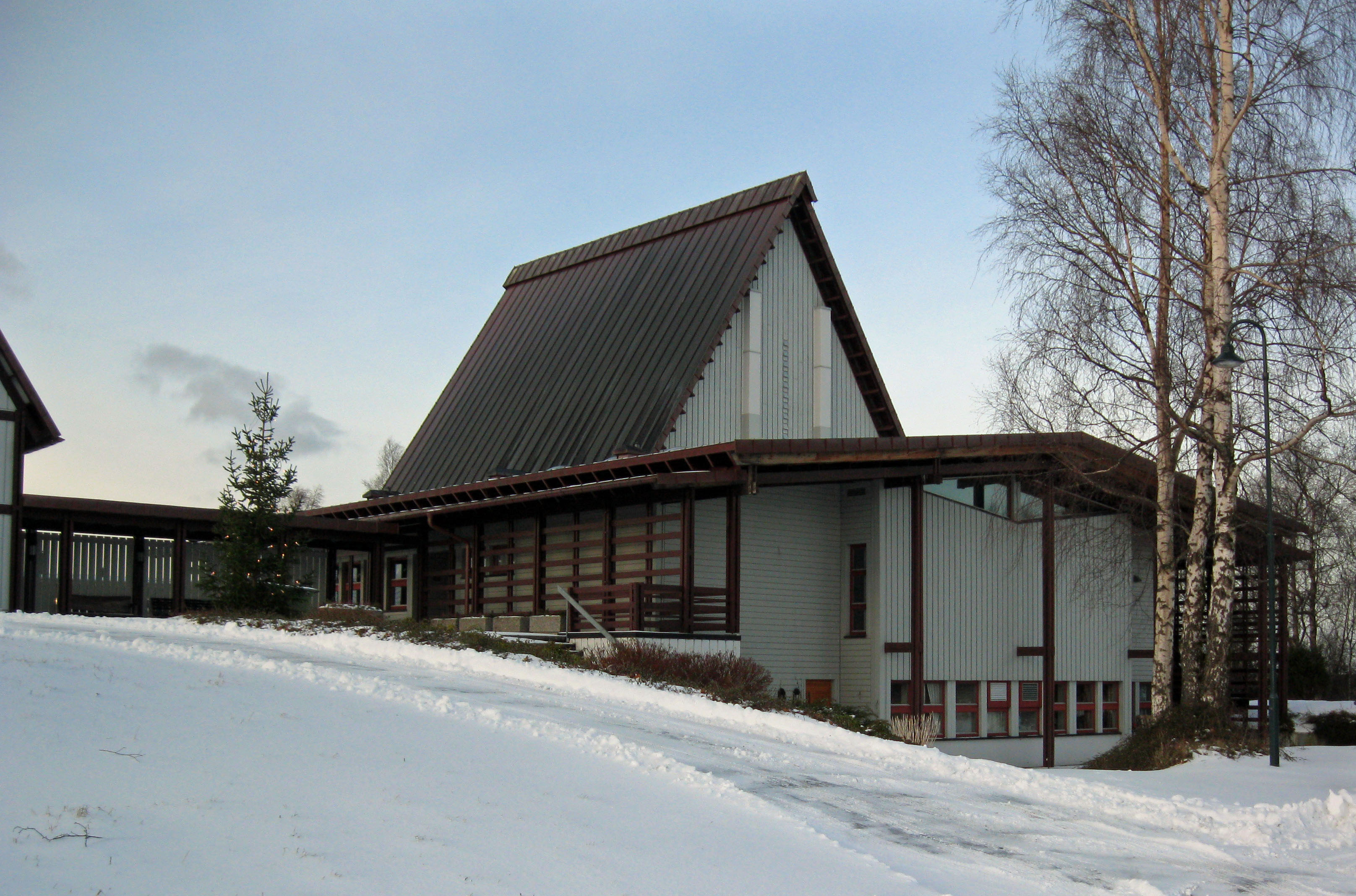
Église de Indre Sula